# Centro histórico de Olinda
El centro histórico de Olinda abarca el área histórica del municipio brasileño de Olinda, en el estado de Pernambuco, en total casi un tercio del área municipal. La preservación de ese sitio histórico comenzó en los años 1930, cuando los principales monumentos fueron protegidos. A partir de este hecho se promovieron las acciones de preservación de todo el patrimonio histórico, cultural y arquitectónico del municipio. El sitio fue declarado, en 1980, Monumento Nacional, por el Congreso Nacional, y, en 1982, reconocido como Patrimonio de la Humanidad por la Unesco.

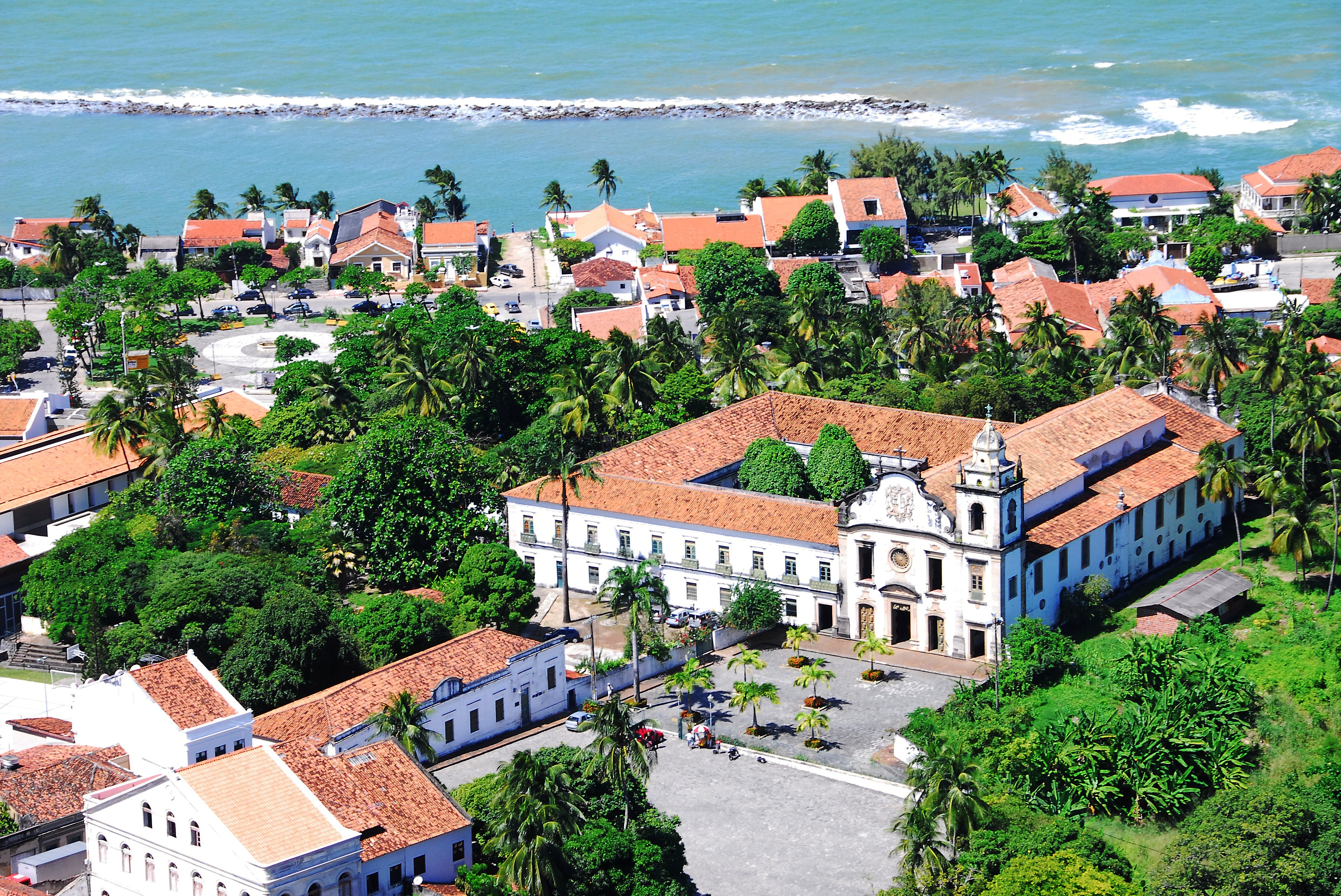
Vista aérea del Monasterio de San Benito, en el Centro Histórico de Olinda.

La ciudad de Olinda tuvo una importancia económica a finales del siglo XVI, hecho que motivó la invasión holandesa. Después de su expulsión, la ciudad comenzó a ser reconstruida, pero no recuperaría su anterior esplendor. Hasta el inicio del siglo XX, por esta causa, Olinda mantuvo preservada su arquitectura. Entonces las actividades culturales y el turismo comienzan a volverse importantes, por lo que la preservación de los monumentos comenzó a ser un hecho.
La ciudad tiene un trazado irregular, de influencia medieval, se adaptan de forma orgánica a las irregularidades del terreno y está influenciada por la arquitectura religiosa. Las torres de las iglesias destacan en el paisaje, a pesar de los daños sufridos por la invasiones neerlandesas. Entre las construcciones existentes actualmente, destacan la Catedral de Olinda, la capilla del antiguo colegio jesuita (actualmente denominada iglesia de Nossa Senhora da Graça), la iglesia y monasterio de São Bento, el convento de São Francisco con la iglesia de Nossa Senhora das Neves y la iglesia de Nossa Senhora do Carmo, entre otras. La arquitectura civil, al contrario que la religiosa, es simple, cercana a otras ciudades brasileñas de la época. Recibió influencia de la arquitectura portuguesa, pero adaptada al clima tropical del lugar.

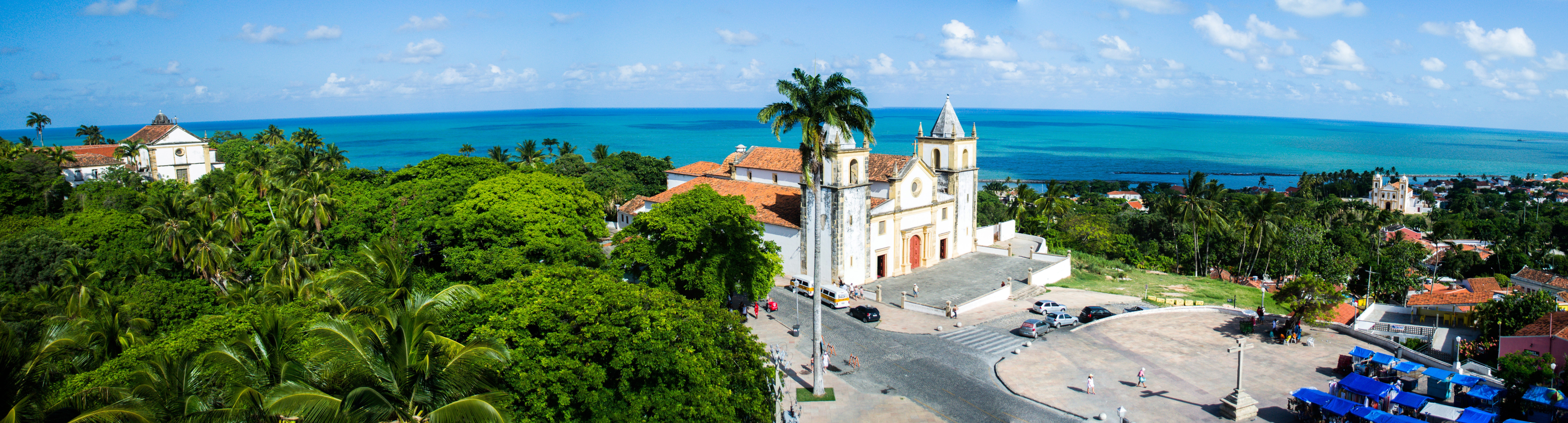
Vista de la catedral desde el elevador de Olinda.